# Juan Pablo Cozzani
Juan Pablo Cozzani (Guaymallén, provincia de Mendoza, Argentina; 9 de octubre de 1998) es un futbolista argentino. Se desempeña como arquero y su equipo actual es el C. A. Platense de la Primera División de Argentina.

## Trayectoria
Hizo inferiores por seis meses en el Club Atlético Talleres de Córdoba y posteriormente en el Club Atlético Gimnasia y Esgrima de Mendoza hasta los catorce años de edad para luego realizar pruebas para pasar a las divisiones formativas del Club Atlético Lanús. A partir de 2018, pasó a integrar el banco de suplentes del equipo en Primera División.
En agosto de 2020, se fue cedido al Club Atlético San Martín de San Juan para disputar la Primera B Nacional de ese año.
Una vez finalizado su préstamo con C. A. San Martín, finalizó su contrato con C. A. Lanús en 2022 y firmó en condición libre con el Club Deportivo Maipú de la Primera B Nacional.
En enero de 2024 fue cedido al Club Atlético Platense para disputar en Primera División la temporada de ese año.

## Selección nacional

### Selección argentina sub-23
En 2019, fue convocado por Fernando Batista para integrar el plantel del seleccionado argentino sub-23 en el Torneo Preolímpico Sudamericano Sub-23 de 2020, con el cual se consagró campeón.
| Copa                            | Sede     | Resultado | Partidos | Goles |
| ------------------------------- | -------- | --------- | -------- | ----- |
| Preolímpico Sudamericano Sub-23 | Colombia | Campeón   | 1        | -1    |

## Estadísticas
| San Martín (SJ) Argentina |               |               |     |      |     |     |   |    |     |      |    |
| 2.ª                       | 2020          | 9             | -5  | —    | —   | —   | — | 9  | -5  | 6    |    |
| 2.ª                       | 2021          | 27            | -32 | 2    | -2  | —   | — | 29 | -34 | 9    |    |
| Total club                | Total club    | 36            | -37 | 2    | -2  | 0   | 0 | 38 | -39 | 15   |    |
| Deportivo Maipú Argentina |               |               |     |      |     |     |   |    |     |      |    |
| 2.ª                       | 2022          | 31            | -26 | —    | —   | —   | — | 31 | -26 | 11   |    |
| 2.ª                       | 2023          | 39            | -32 | —    | —   | —   | — | 39 | -32 | 16   |    |
| Total club                | Total club    | 70            | -58 | 0    | 0   | 0   | 0 | 70 | -58 | 27   |    |
| Platense Argentina        |               |               |     |      |     |     |   |    |     |      |    |
| 1.ª                       | 2024          | 26            | -18 | 16   | -14 | —   | — | 42 | -32 | 22   |    |
| 1.ª                       | 2025          | 20            | -12 | 1    | 0   | —   | — | 21 | -12 | 10   |    |
| Total club                | Total club    | 46            | -30 | 17   | -14 | 0   | 0 | 63 | -44 | 32   |    |
| Total carrera             | Total carrera | Total carrera | 152 | -125 | 19  | -16 | 0 | 0  | 171 | -141 | 74 |
| 1. 2.                     |               |               |     |      |     |     |   |    |     |      |    |

## Palmarés

### Títulos nacionales
| Título           | Equipo         | País      | Año    |
| ---------------- | -------------- | --------- | ------ |
| Primera División | C. A. Platense | Argentina | A-2025 |

### Títulos internacionales
| Título                   | Equipo                     | Sede     | Año  |
| ------------------------ | -------------------------- | -------- | ---- |
| Preolímpico Sudamericano | Selección Argentina Sub-23 | Colombia | 2020 |